# چهل و یکمین دوره جوایز بفتا
 چهل و یکمین دوره جوایز بفتا (به انگلیسی: 41st British Academy Film Awards) در سال ۱۹۸۸ به افتخار فیلم ۱۹۸۷ در لندن برگزار شد .

## جوایز و نامزدها
| ۱۹۸۷ 41st | بهترین بازیگر نقش اول مرد |               |                    |                                   |
| ۱۹۸۷ 41st | بهترین بازیگر نقش اول مرد | شان کانری     | نام گل سرخ         | William of Baskerville            |
| ۱۹۸۷ 41st | بهترین بازیگر نقش اول مرد | ژرار دوپاردیو | ژان دو فلورت       | Jean Cadoret / "Jean de Florette" |
| ۱۹۸۷ 41st | بهترین بازیگر نقش اول مرد | ایو مونتان    | Jean de Florette   | César Soubeyran / "Le Papet"      |
| ۱۹۸۷ 41st | بهترین بازیگر نقش اول مرد | گری اولدمن    | Prick Up Your Ears | Joe Orton                         |

- بهترین بازیگر نقش اول زن  آن بنکرافت
- بهترین بازیگر نقش مکمل مرد  دانیل اوتوی
- بهترین بازیگر نقش مکمل زن  Susan Wooldridge
- بهترین کارگردان 'الیور استون' برای فیلم جوخه
- بهترین فیلم ژان دو فلورت
- جایزه بفتای بهترین فیلمنامه ارجینال کاش اینجا بودی (ابهام‌زدایی)
- جایزه بفتای بهترین فیلمنامه اقتباسی ژان دو فلورت
- جایزه بفتای بهترین فیلمبرداری ژان دو فلورت
- جایزه بفتای بهترین طراحی صحنه و لباس روزگار رادیو
- جایزه بفتای بهترین صدا جوخه
- جایزه بفتای بهترین ویرایش آزادی را فریاد کن
- جایزه بفتای بهترین طراحی تولید روزگار رادیو
- جایزه بفتای بهترین هنرمند آرایشی نام گل سرخ
- جایزه بفتای بهترین جلوه های ویژه The Witches of Eastwick
- جایزه بفتای بهترین آهنگ اصلی تسخیرناپذیران